# Europeístas
Europeístas es una organización de ámbito europeo sin ánimo de lucro fundada en 2017 en España, con el fin de apoyar y difundir acciones y políticas relacionadas con sus tres pilares básicos: Europa, ecología y sostenibilidad, y familia moderna. Sus fundamentos ideológicos se basan en el socioliberalismo y el radicalismo político.
Europeístas fue constituida el 22 de febrero de 2017. Su presentación pública tuvo lugar el 25 de mayo de 2017, en la sede del Parlamento Europeo en Madrid. Al acto asisitireron personalidades como el vicesecretario de Comunicación del PP, Pablo Casado, la eurodiputada de UPyD y vicepresidenta del grupo ALDE en el Parlamento Europeo, Maite Pagazaurtundúa, los periodistas José María Carrascal y Carlos Navarro, la abogada de familia Delia Rodríguez y el profesor de Políticas de la UNED, Jesús de Andrés, así como con el vicepresidente de CEPYME, Gerardo Cuerva.
Los fines de Europeístas, según sus estatutos, son los siguientes:
- La defensa de una Europa fuerte, solidaria, igualitaria y que asegure el estado del bienestar para sus ciudadanos.
- La apuesta por un ecologismo racional que promueva la sostenibilidad y la defensa del medio ambiente no solo como necesidad, sino también como oportunidad.
- La propuesta de un concepto económico socio-liberal.
- La defensa de los Derechos Humanos y del estado laico.
- La reivindicación de aquellos principios que convirtieron a Europa en la cuna del modelo democrático moderno.
- La defensa de la familia moderna, en todas sus formas, como pilar sobre el que sustentar la educación en unos valores europeos y hacer frente al envejecimiento demográfico y al sostenimiento de las prestaciones sociales, con una especial atención a los menores.

Europeístas desarrolla estos fines a través de acciones de promoción y divulgación, tales como estudios y análisis, debates con participación activa de ciudadanos y/o expertos, seminarios temáticos, apoyo a movimientos que persigan los mismos fines o alguno de ellos y el fomento y promoción de agrupaciones políticas y sociales de cualquier índole que persigan los mismos fines o alguno de ellos.

### Fuente
- europeistas.com

- Datos: Q41881456